# Epitymbia
Epitymbia es un género de polillas tortrícidas categorizado en la tribu Epitymbiini, de la subfamilia Tortricinae. Fue descrito por Edward Meyrick en 1881.

## Especies
- Epitymbia alaudana Meyrick, 1881
- Epitymbia apatela Horak y Common, 1985
- Epitymbia cosmota (Meyrick, 1887)
- Epitymbia dialepta Horak y Common, 1985
- Epitymbia eudrosa (Turner, 1916)
- Epitymbia eutypa (Turner, 1925)
- Epitymbia isoscelana (Meyrick, 1881)
- Epitymbia passalotana (Meyrick, 1881)
- Epitymbia scotinopa (Lower, 1902)